# Nacionalni park Biscayne
Nacionalni park Biscayne jedan je 58 nacionalnih parkova smještenih na području Sjedinjenih Američkih Država.

## Zemljopisni podaci
Biscayne se nalazi na jugu savezne države Florida, istočno od Homesteada južnog predgrađa Miamia. Uprava nacionalnog parka ima zadaću očuvanja zaljeva Biscayne kao jednog od najvažnijih američkih područja namijenjenih ronjenju. Oko 95% površine parka sačinjavaju priobalne vode Atlantika. Obale zaljeva su stanište velike šume stabala manogrova. Park obuhvaća oko 700 km2 površine. 
Najveći otok parka Elliot Key smatra se prvim pravim otokom parka formiranim od fosilnih ostataka koraljnog grebena. Sjeverniji otoci parka formirani su od koralja i pijeska.

## Atrakcije
Najveća atrakcija u Nacionalnom parku Biscayne svakako je ronjenje uz koraljni greben unutar zaljeva. Podmorje zaljeva moguće je promatrati i iz brodica sa staklenim dnom, a zaljev i otoke je moguće obilzatiti iznajmljenim kajakom. Pristup starim povijesnim kućama Stlitsvillea je trenutno zabranjen ali ih se može promatrati iz brodica.

## Povijest parka
Najraniji poznati stanovnici područja na kojem se danas nalazi park bili su Tekesta indijanci koji su živjeli od ribolova i lova za morske kornjače, morske pse, sabljarke, raže i neke od morskih sisavaca. Izlov morskih krava doveo je do toga da su dana ugrožena vrsta. Od kopnenih životinja lovili su srne i slatkovodne kornjače, a bavili su se i prikupljanjem jestivog bilja.
U vrijeme dolaska španjolskih istraživača indijanci plemena Teskesta nisu bili potpuno pirmitivni domoroci nego su se koristili posuđem, kanuima, a lovili lukom i strijelama. Ljušture školjki iz zaljeva su koristili za izradu alatki, ogrlica, ukrasa ali i kao sredstvo plaćanja i trgovanja. Dolaskom bolesti koje su u Novi svijet donijeli Europljani, te napadima drugih indijanskih plemena, pripadnici plemena Tekestas su potpuno nestali iz ovog područja. Manji dio njih se 1763. preselio na obližnju Kubu.
Juan Ponce de Leon je došao do obala Floride 1513. te je teritorij proglasio Španjolskim teritorijem. Ploveći dalje prema jugu došao je do naselja Tekesta indijanaca uz rijeku Miami, a potom je otplovio prema Meksičkom zaljevu odakle je morao bježati pred indijancima. Nakon nekoliko pokušaja da zauztme teritorij i proglasi ga španjolskim, Juan Ponce de Leon je ranjen zbog čega je nešto kasnije podlegao ozljedama. Šoanjolci ipak uspostavljaju kontrolu na Floridi i vladaju njome narednih 200 godina.
Koncem 19. i početkom 20. stoljeća mnogi su od novopridošlih doseljenika zarađivali za život od onga što im je pružao zaljev, ribarenjem i prikupljanjem morskih spužvi visoke kvalitete te njihovom prodajom.
Prirodoslovac Hugh Smith 1895. godine izjavio je za ovo područje da je jedno od najljepših pomorskih područja uz obale Floride. Ipak, nacionalnim prakom Sjedinjenih Američkih Država postalo je tek 28. lipnja 1980.

## Biljni svijet
Brojna stabla šume magrova imaju vitalni značaj za dobrobit parka i okolnih područja. Bez njih kao staništa, bilo bi znatno manje riba i ptica a obala bi bila izloženija eroziji koju bi izazivali čestu uragani.

## Životinjski svijet
Tijekom cijele godine zaljev Biscayne je utočište brojnim vrstama ptica poput smeđih pelikana, gnjuraca, ibisa, malih plavih čaplji i brojnih drugih vrsta.  

### Nasrtljive vrste
U vodama Nacionalnog parka Biscayne potvrđena je nazočnost proždrljivih tropskih vrsta riba Pterois volitans i Pterois milja koje su vjerojatno u ove vode došle iz uništenih akvarija za vrijeme uragana Andrew 1992. godine. Inače te ribe su iz Indijskog i Tihog oceana, a poznate su po proždrljivost pa opasno narušavaju prirodnu ravnotežu u priobalnim vodama parka.

## Klima
| Klimatološki srednjaci za Nacionalni park Biscayne (Miami Beach, Florida) | Klimatološki srednjaci za Nacionalni park Biscayne (Miami Beach, Florida) | Klimatološki srednjaci za Nacionalni park Biscayne (Miami Beach, Florida) | Klimatološki srednjaci za Nacionalni park Biscayne (Miami Beach, Florida) | Klimatološki srednjaci za Nacionalni park Biscayne (Miami Beach, Florida) | Klimatološki srednjaci za Nacionalni park Biscayne (Miami Beach, Florida) | Klimatološki srednjaci za Nacionalni park Biscayne (Miami Beach, Florida) | Klimatološki srednjaci za Nacionalni park Biscayne (Miami Beach, Florida) | Klimatološki srednjaci za Nacionalni park Biscayne (Miami Beach, Florida) | Klimatološki srednjaci za Nacionalni park Biscayne (Miami Beach, Florida) | Klimatološki srednjaci za Nacionalni park Biscayne (Miami Beach, Florida) | Klimatološki srednjaci za Nacionalni park Biscayne (Miami Beach, Florida) | Klimatološki srednjaci za Nacionalni park Biscayne (Miami Beach, Florida) | Klimatološki srednjaci za Nacionalni park Biscayne (Miami Beach, Florida) |
| mjesec                                                                    | sij                                                                       | velj                                                                      | ožu                                                                       | tra                                                                       | svi                                                                       | lip                                                                       | srp                                                                       | kol                                                                       | ruj                                                                       | lis                                                                       | stu                                                                       | pro                                                                       | godina                                                                    |
| ------------------------------------------------------------------------- | ------------------------------------------------------------------------- | ------------------------------------------------------------------------- | ------------------------------------------------------------------------- | ------------------------------------------------------------------------- | ------------------------------------------------------------------------- | ------------------------------------------------------------------------- | ------------------------------------------------------------------------- | ------------------------------------------------------------------------- | ------------------------------------------------------------------------- | ------------------------------------------------------------------------- | ------------------------------------------------------------------------- | ------------------------------------------------------------------------- | ------------------------------------------------------------------------- |
| srednji maksimum, °C                                                      | 23,2                                                                      | 23,5                                                                      | 24,6                                                                      | 26,2                                                                      | 27,8                                                                      | 29,6                                                                      | 30,5                                                                      | 30,6                                                                      | 30,0                                                                      | 28,2                                                                      | 15,8                                                                      | 24,0                                                                      | 27,0                                                                      |
| srednja dnevna temperatura, °C                                            | 20,0                                                                      | 20,2                                                                      | 22,0                                                                      | 23,7                                                                      | 25,5                                                                      | 27,1                                                                      | 28,1                                                                      | 28,2                                                                      | 27,6                                                                      | 25,8                                                                      | 23,3                                                                      | 21,0                                                                      | 24,4                                                                      |
| srednji minimum, °C                                                       | 16,8                                                                      | 17,0                                                                      | 19,3                                                                      | 21,2                                                                      | 23,1                                                                      | 24,6                                                                      | 25,6                                                                      | 25,7                                                                      | 25,2                                                                      | 23,4                                                                      | 20,7                                                                      | 18,1                                                                      | 21,7                                                                      |
| oborine, mm                                                               | 55,2                                                                      | 24,6                                                                      | 50,6                                                                      | 63,9                                                                      | 130,3                                                                     | 172,5                                                                     | 106,0                                                                     | 126,3                                                                     | 169,3                                                                     | 142,4                                                                     | 72,9                                                                      | 47,8                                                                      | 1193,0                                                                    |
| Izvor: Worldclimate.com, podaci za razdoblje 1961. – 1990.                |                                                                           |                                                                           |                                                                           |                                                                           |                                                                           |                                                                           |                                                                           |                                                                           |                                                                           |                                                                           |                                                                           |                                                                           |                                                                           |

## Vanjske poveznice
- Biscayne National Park (eng.)  Arhivirana inačica izvorne stranice od 28. listopada 2009. (Wayback Machine)
- Park Vision (eng.)  Arhivirana inačica izvorne stranice od 20. travnja 2009. (Wayback Machine)

## Ostali projekti
|  | Zajednički poslužitelj ima stranicu o temi Nacionalni park Biscayne    |
|  | Zajednički poslužitelj ima još gradiva o temi Nacionalni park Biscayne |